# Johan Mauritzon
Johan Mauritz Bertil Mauritzon, född 1 augusti 1902 i Väsby socken, död 16 november 1950 i Helsingborg, var en svensk lärare och botaniker.
Johan Mauritzon var son till sjökaptenen Janne Mauritzon. Han avlade studentexamen i Lund 1922 och blev 1927 filosofie kandidat, 1929 filosofie magister, 1931 filosofie licentiat samt 1933 filosofie doktor och docent där. Han var amanuens i Lund 1927–1928 och assistent där 1929–1933, blev 1940 lektor i geografi och biologi med hälsolära vid Motala högre allmänna läroverk och var från 1948 lektor vid Hälsingborgs högre allmänna läroverk för gossar. I studiesyfte gjorde han 1931 och 1934 resor inom Europa och 1936–1937 en årslång resa runt jorden där han besökte Australien, Java, Kina, Japan och Amerika. Maurtizon publicerade Höganäs. En geografisk studie (1925) och redogjorde i ett stort antal avhandlingar för embryologiska undersökningar över fanerogama växter och växtfamiljer som Crassulaceæ och Saxifragaceæ (1933, doktorsavhandling), därutöver utgav han Die Bedeutung der embryologischen Forschung für das natürliche System der Pflanzen (1939).